# Parafia św. Katarzyny w Port-de-Bouc
Parafia św. Katarzyny Aleksandryjskiej – etnicznie grecka parafia prawosławna w Port-de-Bouc. 